# Вся правда про кохання
«Вся правда про кохання» (англ. The Truth About Love) — романтичний комедійний фільм 2005 року.

## Сюжет
Бажаючи перевірити вірність і щирість почуттів свого чоловіка, Еліс укладає жартівливе парі зі своєю сестрою — у День Святого Валентина вона посилає йому анонімну «валентинку» із зізнанням у коханні, щоб подивитися на його реакцію. На подив Еліс, її «друга половинка» зберігає від неї в таємниці факт отримання листа.

## В ролях
| Актор                | Роль     |
| -------------------- | -------- |
| Дженніфер Лав Хьюітт | Еліс     |
| Дугрей Скотт         | Арчі     |
| Джимі Містрі         | Сем      |
| Бранка Катич         | Катя     |
| Кейт Майлз           | Фелісіті |
| Стефан Денніс        | Дугі     |
| Саймон Вебб          | Ден      |

## Критика
Фільм отримав негативні відгуки: це один з небагатьох фільмів, якому Rotten Tomatoes дав оцінку 0 % на основі 11 відгуків від критиків. Оцінка глядачів 41 % на основі відгуків більш ніж 5000 глядачів.